# Соловьёв, Владимир Вячеславович
Влади́мир Вячесла́вович Соловьёв (род. 28 августа 1980, Одесская область) — российский журналист. Специальный корреспондент газеты «Коммерсантъ».

## Биография
Родился 28 августа 1980 года в Одесской области Украинской ССР. Окончил Молдавский государственный университет по специальности «политология» (2002).
В студенческие годы начал работать в молдавских средствах массовой информации. С 2005 года сотрудничает с российским издательским домом «Коммерсантъ», где освещал тему международных отношений. Входил в «кремлёвский пул» журналистов в годы правления Дмитрия Медведева. В качестве журналиста освещал с места событий войну в Грузии в 2008 году, беспорядки на юге Киргизии в 2010 году, протесты в Мангистауской области Казахстана в 2011 году.
С 2012 по 2014 год — руководитель интернет-издания «Коммерсантъ-Молдова». После закрытия «Коммерсантъ-Молдова» основал новостной портал NewsMaker.md.
24 июня 2020 года стал главным редактором сайта телеканала «Дождь».
В 2018 году был включён в базу данных сайта «Миротворец». Летом 2019 года Соловьёву было отказано во въезде в Грузию на фоне массовых антиправительственных выступлений. Являлся аккредитованным журналистом на президентских выборах в Киргизии в 2021 году.
27 марта 2022 года во время вторжения России на Украину вместе с главным редактором телеканала «Дождь» Тихоном Дзядко, журналистом и писателем Михаилом Зыгарем и главным редактором сетевого издания Meduza Иваном Колпаковым взял у интервью президента Украины Владимира Зеленского. После предупреждения Роскомнадзора интервью не было опубликовано в «Коммерсанте».